# Martin Villiger
Martin Villiger (* 1972 in Glasgow) ist ein Schweizer Komponist und Musikproduzent. Er ist bekannt für seine Musik für Dokumentarfilme, Fernsehserien, Kinofilme und Werbespots. Er gehört zu den Pionieren audiovisueller Komposition in der Schweiz.

## Leben
Villiger wurde in Glasgow als Sohn des Filmproduzenten Marc Villiger geboren. Er wuchs in Israel und der Schweiz auf. Bereits mit sieben Jahren begann er mit dem Komponieren. Nach einem Auslandaufenthalt in den USA begann er ein Musikstudium in Zürich, das er mit dem Schwerpunkt Komposition abschloss.
Er lebt mit seiner Frau und vier Kindern in Ennetbaden (AG).

## Werk
Martin Villiger war an über 130 Film- und Fernsehproduktionen beteiligt, häufig als Komponist oder in der Musikabteilung. Er komponierte unter anderem die Musik zu:
- Generalstreik 1918 (TV-Doku, 2018)[5]
- Die Abwahl (TV-Doku über Christoph Blocher, 2011)[5]
- Unser Dorf (TV-Serie, 2016–2021)[5]
- Early Birds (Kinofilm, 2023)[5]
- The Last Screenwriter (Science-Fiction-Film, 2024)[5]

Bekannt ist er auch für die Titelsongs der SRF-Dokuserien Hin und weg (gesungen von Adrian Stern) und Uf und dervo (gesungen von Gölä).
Villiger komponiert Musik für Film, Werbung, Videospiele und Virtual Reality mit Fokus auf 3D-Audio-Technologie wie Dolby Atmos und doziert an der Zürcher Hochschule der Künste.

## Stil
Villiger kombiniert klassische und populäre Elemente mit elektronischer Musik. Dabei verwendet er oft Naturgeräusche oder Alltagsklänge als Soundquelle. Sein Stil ist genreübergreifend und geprägt von der jeweiligen Stimmung und Dramaturgie der Projekte.

## Projekte und Kooperationen
Er arbeitete mit  Musikern wie Gölä, Adrian Stern und Michael von der Heide zusammen. Mit Adrian Stern entstand der Song «Take My Hand», der als Titelsong der SRF-Dokuserie «Hin und weg» verwendet wurde.
Regisseure, mit denen er mehrfach zusammenarbeitete, sind unter anderem:
- Peter Luisi (The Last Screenwriter)[5]
- Michael Steiner (Early Birds)[5]

## Auszeichnungen und Rezeption
Villigers Musik wird häufig im Schweizer Fernsehen (SRF) verwendet und gilt als charakteristisch für viele SRF-Dokumentarformate. Seine Musik gilt als «unsichtbare Seele» vieler Produktionen, wie Medienberichte betonen.